# The Guitar World According to Frank Zappa
The Guitar World According to Frank Zappa je kompilace amerického rockového experimentátora Franka Zappa, vydaná v roce 1987.

## Seznam skladeb

### Strana 1
| Pořadí | Název                                                           | Délka |
| ------ | --------------------------------------------------------------- | ----- |
| 1.     | Sleep Dirt                                                      | 3:17  |
| 2.     | Friendly Little Finger                                          | 4:17  |
| 3.     | Excerpt from "Revised Music for Guitar and Low-Budget Orchestra | 1:45  |
| 4.     | Things That Look Like Meat                                      | 6:06  |

### Strana 2
| Pořadí         | Název                  | Délka |
| -------------- | ---------------------- | ----- |
| 1.             | Down in de Dew         | 2:54  |
| 2.             | A Solo from Heidelberg | 5:26  |
| 3.             | A Solo from Cologne    | 5:11  |
| 4.             | A Solo from Atlanta    | 4:05  |
| Celková délka: | Celková délka:         | 33:01 |